# Heilig Kruiscollege
Het Heilig Kruiscollege was van 1855 tot 2005 een school voor secundair onderwijs, een college voor middelbaar onderwijs te Maaseik in de Belgische provincie Limburg.
Het college lag aan de Pelserstraat in het centrum van Maaseik. De school werd daar gebouwd naast het klooster van de inrichtende macht van het college, de Kruisheren. Die gebouwen van het college zijn thans de campus van het eerstegraadsonderwijs van Mosa-RT, een school die ontstond uit de fusie van het voormalige Heilig Kruiscollege met meerdere andere scholen.
De Kruisheren waren reeds van 1476 tot 1792 in Maaseik aanwezig geweest, in het voormalige Kruisherenklooster aan de Bosstraat, met de aangrenzende Kruisherenkerk. Dit klooster waren zij evenwel kwijt geraakt na de inval van de Franse overheersers. Daarom herbegonnen de Kruisheren toen zij in 1855 zich terug in Maaseik vestigden met de bouw van een nieuw klooster, met aangrenzende school, aan de Pelserstraat op de site van het voormalig Sepulchrijnenklooster.
Na 1830 was het middelbaar onderwijs in Vlaanderen snel verfranst.  Pogingen dit terug te keren kenden veel verzet van clerus en politiek en de eerste taalwet op het middelbaar onderwijs (1883) bood slechts mogelijkheden voor beperkte, partiële lespakketten in het Nederlands. De Bisschoppelijke Onderrichtingen (1906) verbeterden de situatie niet voor de Vlaamse voorvechters. Er waren evenwel regionale verschillen en scholen die sneller en trager het Nederlands terug invoerden in het onderwijs. Scholen in Limburg hadden het eenvoudiger progressieve regels te implementeren door het beperkt aantal Franstalige leerlingen. Het Heilig Kruiscollege van Maaseik kende in het schooljaar 1909-1910 een volledige vernederlandsing en werd het eerste eerste Nederlandstalig college voor jongens in Vlaanderen. Het Sint-Hubertuscollege uit Neerpelt volgde een schooljaar later, maar voerde het gebruik van Nederlands ook direct in voor alle extracurriculaire activiteiten.
Uit de volleybalclub van de scholieren van het Heilig Kruiscollege en de groep die actief was in de club in de jaren vijftig, ontstond in 1960 de volleybalclub Mavoc van de oud-leerlingen, heden gekend als de Belgische topclub Volleybalclub Maaseik.
Op het einde van de 20e eeuw ging het college na een reeks fusies op in een nieuw geheel waarbij de naam eerst werd meegenomen maar uiteindelijk wegviel.
Het college fusioneerde met de scholen Sint-Ursula, scholen ingericht door de ursulinen met een humaniora en een technisch instituut aan de Boomgaardstraat, tot het College Heilig Kruis - Sint-Ursula en dan vervolgens eveneens met het Instituut Heilig Graf en het Technisch Instituut Sint-Jansberg. De nieuwe school wordt de Katholieke Scholengemeenschap Harlindis en Relindis Maaseik-Kinrooi genoemd. De eerste jaren bleef de vermelding van Heilig Kruis en Sint-Ursula nog meegenomen worden, na 2005 verwaterde dit. Begin 2018 wordt de nieuwe naam Mosa-RT in gebruik genomen. Mosa-RT (uitgesproken als en refererend naar Mozart) wijst naar de Maas waarlangs de leerlingen van de school wonen en de inzet op brede belangstelling en talenten van de leerlingen.

## Oud-leerlingen
Tot de oud-leerlingen van het Heilig Kruiscollege behoorden:
- Leo Delwaide (1897-1978), politicus, schepen van Antwerpen en oorlogsburgemeester.
- Theo Brouns (1911-1946), VNV-politicus.
- Evrard Raskin (1935-2016), Volksunie-volksvertegenwoordiger.
- Jan Peumans (1951), Volksunie- en N-VA-volksvertegenwoordiger, burgemeester van Riemst en voorzitter van het Vlaams Parlement.
- Marc Wagemakers (1978), voetballer.
- Katja Verheyen (1980), N-VA-volksvertegenwoordiger en schepen van Bree.
- Kristof Downer (1975), voetballer KMFC en huidig zakenman in Engeland.